# SIRT2
La sirtuina deacetilasi-2 NAD dipendente è un enzima è codificata nell'uomo dal gene SIRT2.
Questo gene codifica un enzima proteico della famiglia delle sirtuine omologo all'enzima proteico del lievito Sir2.
I membri della famiglia delle sirtuine sono caratterizzati da un dominio chiave e vengono classificati in quattro classi distinte. 
Gli studi suggeriscono che le sirtuine umane possono funzionare come proteine intracellulari di regolazione dell'attività mono-ADP-ribosiltransferasi. 
La proteina codificata da questo gene è inclusa nella classe I della famiglia delle sirtuine. Vi sono due variazioni trascrizionali dovute a splicing alternativo del gene.

## Organismi modello
Le funzioni biochimiche delle sirtuine umane non sono ancora state del tutto chiarite, tuttavia, nel lievito le sirtuine proteiche sono note per la capacità di regolare il silenziamento epigenetico del gene e per la capacità di reprimere la ricombinazione del DNA ricombinante.

### Riviste
- Maruyama K, Sugano S, Oligo-capping: a simple method to replace the cap structure of eukaryotic mRNAs with oligoribonucleotides, in Gene, vol. 138, 1–2, 1994,  pp. 171–4, DOI:10.1016/0378-1119(94)90802-8, PMID 8125298.
- Andersson B, Wentland MA, Ricafrente JY, W Liu e RA Gibbs, A "double adaptor" method for improved shotgun library construction, in Anal. Biochem., vol. 236, n. 1, 1996,  pp. 107–13, DOI:10.1006/abio.1996.0138, PMID 8619474.
- Yu W, Andersson B, Worley KC, DM Muzny, Y Ding, W Liu, JY Ricafrente, MA Wentland e G Lennon, Large-Scale Concatenation cDNA Sequencing, in Genome Res., vol. 7, n. 4, 1997,  pp. 353–8, DOI:10.1101/gr.7.4.353, PMC 139146, PMID 9110174.
- Suzuki Y, Yoshitomo-Nakagawa K, Maruyama K, Akira Suyama e Sumio Sugano, Construction and characterization of a full length-enriched and a 5'-end-enriched cDNA library, in Gene, vol. 200, 1–2, 1997,  pp. 149–56, DOI:10.1016/S0378-1119(97)00411-3, PMID 9373149.
- Frye RA, Phylogenetic classification of prokaryotic and eukaryotic Sir2-like proteins, in Biochem. Biophys. Res. Commun., vol. 273, n. 2, 2000,  pp. 793–8, DOI:10.1006/bbrc.2000.3000, PMID 10873683.
- Hu RM, Han ZG, Song HD, YD Peng, QH Huang, SX Ren, YJ Gu, CH Huang e YB Li, Gene expression profiling in the human hypothalamus-pituitary-adrenal axis and full-length cDNA cloning, in Proc. Natl. Acad. Sci. U.S.A., vol. 97, n. 17, 2000,  pp. 9543–8, DOI:10.1073/pnas.160270997, PMC 16901, PMID 10931946.
- Finnin MS, Donigian JR, Pavletich NP, Structure of the histone deacetylase SIRT2, in Nat. Struct. Biol., vol. 8, n. 7, 2001,  pp. 621–5, DOI:10.1038/89668, PMID 11427894.
- Grozinger CM, Chao ED, Blackwell HE, D Moazed e SL Schreiber, Identification of a class of small molecule inhibitors of the sirtuin family of NAD-dependent deacetylases by phenotypic screening, in J. Biol. Chem., vol. 276, n. 42, 2001,  pp. 38837–43, DOI:10.1074/jbc.M106779200, PMID 11483616.
- Borra MT, O'Neill FJ, Jackson MD, B Marshall, E Verdin, KR Foltz e JM Denu, Conserved enzymatic production and biological effect of O-acetyl-ADP-ribose by silent information regulator 2-like NAD+-dependent deacetylases, in J. Biol. Chem., vol. 277, n. 15, 2002,  pp. 12632–41, DOI:10.1074/jbc.M111830200, PMID 11812793.
- De Smet C, Nishimori H, Furnari FB, Oliver Bögler, H.-J. Su Huang e Webster K. Cavenee, A novel seven transmembrane receptor induced during the early steps of astrocyte differentiation identified by differential expression, in J. Neurochem., vol. 81, n. 3, 2002,  pp. 575–88, DOI:10.1046/j.1471-4159.2002.00847.x, PMID 12065666.
- Strausberg RL, Feingold EA, Grouse LH, JG Derge, RD Klausner, FS Collins, L Wagner, CM Shenmen e GD Schuler, Generation and initial analysis of more than 15,000 full-length human and mouse cDNA sequences, in Proc. Natl. Acad. Sci. U.S.A., vol. 99, n. 26, 2003,  pp. 16899–903, DOI:10.1073/pnas.242603899, PMC 139241, PMID 12477932.
- North BJ, Marshall BL, Borra MT, John M Denu e Eric Verdin, The human Sir2 ortholog, SIRT2, is an NAD+-dependent tubulin deacetylase, in Mol. Cell, vol. 11, n. 2, 2003,  pp. 437–44, DOI:10.1016/S1097-2765(03)00038-8, PMID 12620231.
- Dryden SC, Nahhas FA, Nowak JE, A.-S. Goustin e M. A. Tainsky, Role for Human SIRT2 NAD-Dependent Deacetylase Activity in Control of Mitotic Exit in the Cell Cycle, in Mol. Cell. Biol., vol. 23, n. 9, 2003,  pp. 3173–85, DOI:10.1128/MCB.23.9.3173-3185.2003, PMC 153197, PMID 12697818.
- Fulco M, Schiltz RL, Iezzi S, M.Todd King, Po Zhao, Yoshihiro Kashiwaya, Eric Hoffman, Richard L. Veech e Vittorio Sartorelli, Sir2 regulates skeletal muscle differentiation as a potential sensor of the redox state, in Mol. Cell, vol. 12, n. 1, 2003,  pp. 51–62, DOI:10.1016/S1097-2765(03)00226-0, PMID 12887892.
- Hiratsuka M, Inoue T, Toda T, Narimichi Kimura, Yasuaki Shirayoshi, Hideki Kamitani, Takashi Watanabe, Eisaku Ohama e Candice G.T Tahimic, Proteomics-based identification of differentially expressed genes in human gliomas: down-regulation of SIRT2 gene, in Biochem. Biophys. Res. Commun., vol. 309, n. 3, 2003,  pp. 558–66, DOI:10.1016/j.bbrc.2003.08.029, PMID 12963026.
- Ota T, Suzuki Y, Nishikawa T, Tetsuji Otsuki, Tomoyasu Sugiyama, Ryotaro Irie, Ai Wakamatsu, Koji Hayashi e Hiroyuki Sato, Complete sequencing and characterization of 21,243 full-length human cDNAs, in Nat. Genet., vol. 36, n. 1, 2004,  pp. 40–5, DOI:10.1038/ng1285, PMID 14702039.
- van der Horst A, FOXO4 is acetylated upon peroxide stress and deacetylated by the longevity protein hSir2(SIRT1), in J. Biol. Chem., vol. 279, n. 28, 2004,  pp. 28873–9, DOI:10.1074/jbc.M401138200, PMID 15126506.
- Bae NS, Swanson MJ, Vassilev A, Howard BH, Human histone deacetylase SIRT2 interacts with the homeobox transcription factor HOXA10, in J. Biochem., vol. 135, n. 6, 2005,  pp. 695–700, DOI:10.1093/jb/mvh084, PMID 15213244.

### Testi
- Stanley Leonard Robbins, Vinay Kumar; Abul K. Abbas; Ramzi S. Cotran; Nelson Fausto, Robbins and Cotran pathologic basis of disease, Elsevier srl, 2010,  pp. 41–, ISBN 978-1-4160-3121-5.
- Giuseppe Guglielmi, Francesco Schiavon; Teresa Cammarota, Radiologia Geriatrica, Springer, 6 luglio 2006,  pp. 56–, ISBN 978-88-470-0485-6.